# Clubiona tiantongensis
Clubiona tiantongensis là một loài nhện trong họ Clubionidae.
Loài này thuộc chi Clubiona. Clubiona tiantongensis được miêu tả năm 1996 bởi Zhang, Chang-Min Yin & Joo-Pil Kim.